# Comuna Rokîtne, Rokîtne
Rokîtne (în ucraineană Рокитне) este o comună în raionul Rokîtne, regiunea Rivne, Ucraina, formată din satele Lisove, Osnîțk, Rokîtne (reședința) și Starîkî.

## Demografie
Componența lingvistică a comunei Rokîtne
     Ucraineană (99,78%)
     Alte limbi (0,22%)
Conform recensământului din 2001, majoritatea populației comunei Rokîtne era vorbitoare de ucraineană (99,78%), existând în minoritate și vorbitori de alte limbi.